# Tisa (okręg Arad)
Tisa – wieś w Rumunii, w okręgu Arad, w gminie Hălmagiu. W 2011 roku liczyła 202 mieszkańców. 